# What Makes You Beautiful
"What Makes You Beautiful" là một bài hát của nhóm nhạc người Anh quốc và Ireland One Direction nằm trong album phòng thu đầu tay của họ, Up All Night (2011). Nó được phát hành vào ngày 11 tháng 9 năm 2011 như là đĩa đơn đầu tiên trích từ album bởi Syco Music và Columbia Records, đồng thời là đĩa đơn đầu tay trong sự nghiệp của nhóm. Sau khi đạt vị trí thứ ba trong cuộc thi âm nhạc truyền hình The X Factor UK và ký hợp đồng thu âm với Syco Music, "What Makes You Beautiful" là một trong những tác phẩm đầu tiên được One Direction thu âm và ngay lập tức khiến họ ưng ý cho việc lựa chọn làm đĩa đơn đầu tay. Bài hát được đồng viết lời bởi Savan Kotecha với những nhà sản xuất của nó Rami Yacoub và Carl Falk, những cộng tác viên quen thuộc của nhóm trong những album tiếp theo. Đây là một bản teen pop và power pop mang nội dung đề cập đến việc một chàng trai say đắm một cô gái và cho rằng vẻ đẹp của cô là không thể chối cãi.
Sau khi phát hành, "What Makes You Beautiful" nhận được những phản ứng tích cực từ các nhà phê bình âm nhạc, trong đó họ đánh giá cao giai điệu bắt tai và thu hút khán giả trẻ, nội dung lời bài hát trong sáng cũng như quá trình sản xuất nó. Ngoài ra, bài hát còn gặt hái nhiều giải thưởng và đề cử tại những lễ trao giải lớn, bao gồm chiến thắng tại giải Brit năm 2012 cho Đĩa đơn Anh quốc của năm. "What Makes You Beautiful" cũng tiếp nhận những thành công vượt trội về mặt thương mại, đứng đầu các bảng xếp hạng ở Ireland và Vương quốc Anh, cũng như lọt vào top 10 ở nhiều quốc gia khác, bao gồm những thị trường lớn như Úc, Canada, Nhật Bản và New Zealand. Tại Hoa Kỳ, bài hát đạt vị trí thứ tư trên bảng xếp hạng Billboard Hot 100, trở thành đĩa đơn đầu tiên của nhóm vươn đến top 5 cũng như tiêu thụ được hơn 4.8 triệu bản tại đây. Tính đến nay, nó đã bán được hơn 7 triệu bản trên toàn cầu, trở thành một trong những đĩa đơn bán chạy nhất mọi thời đại.
Video ca nhạc cho "What Makes You Beautiful" được đạo diễn bởi John Urbano, trong đó bao gồm những cảnh One Direction tận hưởng khoảng thời gian vui vẻ trên một bãi biển ở Malibu, California. Nó đã nhận được ba đề cử tại giải Video âm nhạc của MTV năm 2012 ở hạng mục Video Pop xuất sắc nhất, Nghệ sĩ mới xuất sắc nhất và Video đáng chia sẻ nhất, và chiến thắng tất cả. Để quảng bá bài hát, nhóm đã trình diễn nó trên nhiều chương trình truyền hình và lễ trao giải lớn, bao gồm Dancing on Ice, Dancing with the Stars, Saturday Night Live, The Tonight Show with Jay Leno, Today, The X Factor UK, giải Sự lựa chọn của trẻ em năm 2012 và lễ bế mạc Thế vận hội Mùa hè London 2012, cũng như trong nhiều chuyến lưu diễn của họ. Được ghi nhận là bài hát trứ danh trong sự nghiệp của One Direction, "What Makes You Beautiful" đã được hát lại và sử dụng làm nhạc mẫu bởi nhiều nghệ sĩ, như The 1975, Rita Ora, Matt Cardle, Little Mix, Bart Baker và dàn diễn viên của Glee. Đồng thời, ca khúc còn là nhạc nền cho phần thi áo tắm tại cuộc thi Hoa hậu Hòa bình Quốc tế 2013 và phần mở đầu của Hoa hậu Hoàn vũ Việt Nam 2015.

## Danh sách bài hát
Tải kĩ thuật số
1. "What Makes You Beautiful" – 3:24
2. "Na Na Na" – 3:10

## Xếp hạng
| Bảng xếp hạng (2011-12)               | Vị trí cao nhất |
| ------------------------------------- | --------------- |
| Úc (ARIA)                             | 7               |
| Áo (Ö3 Austria Top 40)                | 28              |
| Bỉ (Ultratop 50 Flanders)             | 8               |
| Bỉ (Ultratop 50 Wallonia)             | 19              |
| Brazil (Billboard Brasil Hot 100)     | 24              |
| Brazil Hot Pop Songs                  | 6               |
| Canada (Canadian Hot 100)             | 7               |
| Cộng hòa Séc (Rádio Top 100)          | 13              |
| Đan Mạch (Tracklisten)                | 26              |
| Phần Lan (Suomen virallinen lista)    | 20              |
| Pháp (SNEP)                           | 39              |
| Đức (GfK)                             | 40              |
| Ireland (IRMA)                        | 1               |
| Ý (FIMI)                              | 41              |
| Nhật Bản (Japan Hot 100)              | 3               |
| Mexico (Billboard Mexican Airplay)    | 1               |
| Hà Lan (Single Top 100)               | 63              |
| New Zealand (Recorded Music NZ)       | 2               |
| Scotland (OCC)                        | 1               |
| Slovakia (Rádio Top 100)              | 42              |
| Tây Ban Nha (PROMUSICAE)              | 40              |
| Thụy Điển (Sverigetopplistan)         | 29              |
| Thụy Sĩ (Schweizer Hitparade)         | 16              |
| Anh Quốc (OCC)                        | 1               |
| Hoa Kỳ Billboard Hot 100              | 4               |
| Hoa Kỳ Adult Contemporary (Billboard) | 8               |
| Hoa Kỳ Adult Pop Airplay (Billboard)  | 5               |
| Hoa Kỳ Dance Club Songs (Billboard)   | 1               |
| Hoa Kỳ Pop Airplay (Billboard)        | 3               |
| Hoa Kỳ Rhythmic (Billboard)           | 33              |

| Bảng xếp hạng (2011)                 | Vị trí |
| ------------------------------------ | ------ |
| Australia (ARIA)                     | 69     |
| Ireland (IRMA)                       | 14     |
| New Zealand (RIANZ)                  | 28     |
| UK Singles (Official Charts Company) | 20     |
| Bảng xếp hạng (2012)                 | Vị trí |
| Australia (ARIA)                     | 17     |
| Belgium (Ultratop 50 Flanders)       | 69     |
| Belgium (Ultratop 50 Wallonia)       | 76     |
| Canada (Canadian Hot 100)            | 13     |
| France (SNEP)                        | 122    |
| Japan (Japan Hot 100)                | 15     |
| Sweden (Sverigetopplistan)           | 62     |
| Switzerland (Schweizer Hitparade)    | 66     |
| UK Singles (Official Charts Company) | 85     |
| US Billboard Hot 100                 | 10     |
| US Adult Contemporary (Billboard)    | 15     |
| US Adult Top 40 (Billboard)          | 23     |
| US Pop Songs (Billboard)             | 15     |
| Bảng xếp hạng (2013)                 | Vị trí |
| UK Singles (Official Charts Company) | 182    |

| Bảng xếp hạng                        | Vị trí |
| ------------------------------------ | ------ |
| UK Singles (Official Charts Company) | 212    |

## Chứng nhận
| Quốc gia | Chứng nhận  | Số đơn vị/doanh số chứng nhận |
| --- | ----------- | ----------------------------- |
| Úc (ARIA) | 7× Bạch kim | 490.000^                      |
| Bỉ (BEA) | Vàng        | 15.000*                       |
| Canada (Music Canada) | 8× Bạch kim | 640,000^                      |
| Đan Mạch (IFPI Đan Mạch) | 2× Bạch kim | 60,000^                       |
| Ý (FIMI) | Bạch kim    | 30.000*                       |
| Nhật Bản (RIAJ) | Bạch kim    | 0^                            |
| México (AMPROFON) | 3× Bạch kim | 180,000*                      |
| New Zealand (RMNZ) | 2× Bạch kim | 30.000*                       |
| Na Uy (IFPI) | 7× Bạch kim | 70.000*                       |
| Thụy Điển (GLF) | 4× Bạch kim | 80.000‡                       |
| Thụy Sĩ (IFPI) | Bạch kim    | 30.000^                       |
| Anh Quốc (BPI) | 2× Bạch kim | 1.200.000‡                    |
| Hoa Kỳ (RIAA) | 4× Bạch kim | 4,888,000                     |
| * Chứng nhận dựa theo doanh số tiêu thụ. ^ Chứng nhận dựa theo doanh số nhập hàng. ‡ Chứng nhận dựa theo doanh số tiêu thụ và phát trực tuyến. |             |                               |